# 小尾珍燈魚
小尾珍灯鱼（学名：Lampanyctus parvicauda）为輻鰭魚綱燈籠魚目灯笼鱼科的其中一種。分布于中太平洋東部海域，為深海魚類，棲息深度100-500公尺，體長可達12.4公分。

## 扩展阅读
維基物種上的相關：小尾珍灯鱼